# القإبل (الرضمة)

تعديل مصدري - تعديل

القابل محلة تابعة لقرية بيت الحيدري، التابعة لعزلة حارث الحيدرى بمديرية الرضمة إحدى مديريات محافظة إب في الجمهورية اليمنية.، بلغ تعداد سكانها 161 حسب تعداد اليمن لعام 2004.